# Octavio Ocaña
Octavio Augusto Perez Ocaña (Villahermosa, 7 de novembro de 1999 - Cuautitlán Izcalli, 29 de outubro de 2021) foi um ator mexicano. Em 2008, conseguiu o prêmio TVyNovelas de melhor atuação infantil, por seu trabalho em Lola, érase una vez.

## Morte
Morreu em 29 de outubro de 2021, assassinado por arma de fogo durante um assalto.

## Filmografia
- En familia con Chabelo (2005-2007)
- Vecinos (2005-2008) - Benito
- Lola, érase una vez (2007) - Otto Von Ferdinand
- La familia P.Luche (2007) - Benito
- Amor letra por letra (2008) - Gaspar
- Hermanos y detectives (2009) - Lorenzo Montero
- Te doy la vida (2020) - Benito
- La mexicana y el güero (2021) - Sr Cruz